# Independent 3 (schip, 1955)
De Independent 3 is een sleepboot uit 1955 gebouwd bij de firma A. van Bennekum in Sliedrecht in Nederland, de huidige Deltawerf. De Independent 3 vaart nu als passagiersschip in de omgeving van Amsterdam. Het schip is 19,85 meter lang en 5,31 breed en kan 75 passagiers vervoeren.

## Historie
Van 1955 tot 1967 heeft de Independent 3 als sleepboot gevaren in de Rotterdamse haven. In 1967 werd hij verbouwd tot fiets- en voetveer, omgedoopt tot de Vice Versa 3 en tot 2000 als veerboot in de omgeving van Dordrecht gevaren als driehoeksveer Slikkerveer - Krimpen aan de Lek - Kinderdijk.

## Naam
Het schip had in het verleden andere namen en heeft in verschillende bronnen (foto's) afwijkende schrijfwijzen:
- Independent3 (aan elkaar geschreven)[1]
- Independent III (met Romeinse cijfers)[2]

Dit is niet ongebruikelijk. Een nieuwe eigenaar geeft een schip vaak een nieuwe naam en in het verleden was de administratie vaak minder nauwkeurig. Zelfs in de liggers van de Scheepsmetingsdienst wordt de naam van de werf verschillend gespeld.